# Fuga da Absolom
Fuga da Absolom (No Escape) è un film del 1994, diretto da Martin Campbell. È tratto dal romanzo di fantascienza distopica The Penal Colony di Richard Herley.

## Trama
Nel 2022, dopo aver assassinato un superiore che lo aveva obbligato ad uccidere 342 civili mascherando l'azione in una ricerca di basi nemiche, il  capitano dei marine J.T. Robbins viene condannato all'ergastolo e condotto dapprima in un carcere di massima sicurezza, il Leviticus, per poi finire sull'isola-carcere di Absolom, rifiutando di rispettare l'autorità del direttore.
Qui viene catturato dai barbari e cannibali Esterni, comandati da Marek. Grazie alle sue abilità militari riesce però a fuggire, rubando anche l’arma personale di Marek. Robbins viene poi accolto dai pacifici Interni, che vivono protetti dal resto dell'isola da una palizzata, in un villaggio relativamente prospero in cui ognuno ha il suo compito, sotto la guida del Padre, un ex chirurgo accusato di omicidio. Qui fa la conoscenza di varie persone, tra cui il braccio destro del Padre Hawkins, il giovane Casey che vede in lui un maestro, Stephano, che si occupa di raccogliere dal mare qualsiasi cosa possa essere utile, l’inventore Dysart e il bizzarro ed effeminato King. Robbins non condivide tutte le regole degli Interni (tra cui quella di espellere coloro che si addormentano durante il turno di guardia), ma quando gli Esterni attaccano il villaggio per rubare viveri, decide di lottare con loro. Il suo contributo è determinante, solo grazie all’intervento di Robbins infatti, il Padre non viene ucciso da Marek e gli Esterni si ritirano.
Il giorno dopo Robbins scopre che gli Interni stanno mettendo a punto un modo di evadere, anche per raccontare al mondo cosa in realtà succede agli ergastolani. Dysart sta cioè mettendo a punto delle barche in grado di eludere i sistemi di sorveglianza dell’isola, che però finora hanno sempre fallito, forse anche a causa di una spia interna. Robbins pretende di salire sulla prossima barca e per guadagnarsi questo diritto, si infiltra nell’accampamento di Marek per reperire uno spinterogeno necessario al completamento del motore. Riesce nell’intento, ma viene catturato insieme a Casey, che l’aveva nascostamente seguito. Costretti da Marek a duellare, i due si affrontano e Casey rimane ucciso. Robbins viene poi liberato dal secondo di Marek, che si rivela essere un infiltrato degli Interni e riesce a portare lo spinterogeno al villaggio. Convince poi il Padre a far evacuare il villaggio, perché non in grado di affrontare un assalto in massa degli Esterni.
Questi infatti entrano poi nel villaggio senza difficoltà, ma Robbins ha teso loro un’imboscata e li decima con il lanciarazzi sottratto a Marek. Sopravvissuto all’esplosione, Marek attacca Robbins, che riesce ad ucciderlo solo grazie all’aiuto del Padre, il quale dà la sua vita per salvarlo e gli affida il proprio diario da mostrare al mondo. Nel frattempo il direttore del carcere, allertato dall’esplosione, decide di raggiungere l’isola in elicottero. Dopo aver dato a Hawkins l’incarico di succedere al Padre, Robbins scopre però che la barca con cui sperava di lasciare l’isola è andata distrutta e che Dysart è stato ucciso. La spia si rivela essere King, al quale il direttore aveva promesso di portarlo via in cambio di informazioni. Robbins lo costringe allora a comunicare al direttore di atterrare in una zona prestabilita, dove nel frattempo alcuni Interni preparano un agguato. Robbins riesce così a requisire l’elicottero e ad evadere insieme a Stephano e altri prigionieri, mentre il direttore e King sono lasciati in balia degli Esterni superstiti.

## Produzione
Tutto ciò che di costruito e indossato si vede sull'isola è stato fatto appositamente per il film dagli artigiani e falegnami dell'isola stessa, con materiali reperibili sul luogo. Molti di loro hanno poi partecipato al film come comparse. L'isola in cui si gira il film è nel Queensland del Nord, in Australia. 
Campbell ha sempre trovato Fuga da Absolom un film mediocre, nonostante questa sia la pellicola che lo ha fatto conoscere al grande pubblico, e che la critica ha apprezzato più di altri suoi film.